# Sporne karikature Mohameda (Jyllands-Posten)
Sporne karikature Mohameda so bile prvič objavljene 30. septembra 2005 v danskem časopisu Jyllands-Posten in kasneje še v mnogih drugih časopisih. Risbe, ki prikazujejo tudi Mohameda z bombo v ali pod turbanom in druge, so spremljale članek o samocenzuri in svobodi govora. Uredništvo časopisa Jyllands-Posten se je kasneje večkrat opravičilo.
Karikature so kasneje ponatisnili v mnogih drugih državah in časopisih. V Sloveniji sta sporne karikature v sklopu članka o celotni zadevi februarja 2006 objavila Mladina in Žurnal. Kmalu zatem se je predsednik Drnovšek opravičil muslimanom, tudi v imenu evropske civilizacije.
Karikature so povzročile ogorčene odzive muslimanov po vsem svetu. Enajst islamskih držav je od danske vlade zahtevalo ukrepanje. Ker je ta odklonila cenzuro časopisa in se ni hotela opravičiti, niti ni zagotovila, da do podobnih dogodkov ne bo več prišlo, jih je več zaprlo svojo ambasado na Danskem. Muslimanske množice so napadle predstavništva ter državljane v objavo vpletenih držav. V Damasku in Bejrutu so demostranti požgali dansko veleposlaništvo. Ponekod so organizirali bojkot danskih izdelkov.
13. februarja 2008 so trije največji danski časniki znova objavili sporne karikature. Lisbeth Knudsen, odgovorna urednica časnika Berlingske Tidende, je ob tem dejala, da bi morali vsi mediji »stopiti skupaj proti fanatizmu in v bran svobode mnenja«.

## Navzkrižje tradicij

### Danska novinarska tradicija
Na Danskem je svoboda govora ustanovno uzakonjena in se goreče brani. Svobodo govora ščitijo tudi mednarodni zakoni, med drugim Evropska konvencija o človekovih pravicah. Odstavek 140 danskega kazenskega zakonika sicer prepoveduje bogokletstvo, vendar ga niso uporabili že od leta 1938. Danski časopisi - ti so zasebni in od vlade neodvisni - pogosto prikazujejo različne verske like (npr. Jezusa) na način, ki bi se ga dalo obravnavati ilegalno, vendar se jih ne preganja.

### Islamska tradicija
Koran, islamska sveta knjiga, obsoja malikovalstvo, a ne govori neposredno o umetnosti upodabljanja. Večina muslimanov meni, da so običajni portreti in fotografije, filmi ter ilustracije sprejemljivi. Žaljive satirične slike so drugačen primer - nespoštovanje islama ali Mohameda se še vedno obravnava kot svetoskrunstvo.
Kot poroča BBC: »Kar je tako žaljivo za ogromno večino Muslimanov, je satirični namen karikaturistov in povezava preroka s terorizmom.« Karikature naj bi namreč na ta način celotno islamsko vero enačile s terorizmom.

## Grožnje in napadi islamskih ekstremistov

### Napad na Kurta Westergaarda
1. januarja 2010 je islamski skrajnež s sekiro in nožem vdrl v dom enega od avtorjev karikatur, Kurta Westergaarda. Westergaard se je s svojo vnukinjo zatekel v sobo za paniko. Storilec, osemindvajsetletni Somalijec s povezavami s somalijsko milico Al-Shabaab, je poskušal vdreti v sobo za paniko, vendar so ga policisti ustrelili v desno nogo in prijeli. 4. februarja 2011 so storilcu sodili za poskus umora, vendar je obsodbo zanikal in trdil, da je Westergaarda hotel le prestrašiti. Obsojen je bil na deset let zapora. Predstavnik milice Al-Shabaab je napadalca pohvalil in pozval muslimane po svetu, da napadajo ljudi »kot je Westergaard.« Na Westergaardovo glavo so muslimanski militanti razpisali nagrado enega milijona dolarjev.